# Wojciech Kacalak
Wojciech Kacalak (ur. 30 listopada 1945 w Zduńskiej Woli) – polski inżynier, prof. dr hab. inż., doktor honoris causa Politechniki Poznańskiej i doktor honoris causa Politechniki Koszalińskiej.

## Życiorys
Dziedziną prac naukowych prof. Wojciecha Kacalaka jest budowa i eksploatacja maszyn. Specjalnością naukową jest mechatronika, technologia maszyn, a zwłaszcza optymalizacja i automatyzacja procesów bardzo dokładnej obróbki ściernej oraz budowa i eksploatacja precyzyjnych urządzeń technologicznych. Twórca szkoły naukowej w zakresie teoretycznych i doświadczalnych podstaw modelowania procesów obróbki ściernej, innowacyjnych narzędzi ściernych, kształtowania topografii powierzchni i właściwości warstwy wierzchniej, a także zastosowań sztucznej inteligencji w budowie i eksploatacji maszyn, w tym inteligentnych systemów diagnostyki, kompensacji zakłóceń oraz optymalizacji procesów i systemów technicznych.
Profesor zwyczajny w Politechnice Koszalińskiej, zastępca przewodniczącego Komitetu Budowy Maszyn PAN, członek Oddziału KBM PAN w Poznaniu, członek Sekcji Technologii Maszyn i Sekcji Mechatroniki KBM PAN, członek Polskiego Towarzystwa Mechaniki Eksperymentalnej, Polskiego Towarzystwa Informatycznego, członek Gesellschaft für Angewandte Mathematik und Mechanik „GAMM” oraz uczestnik komitetów kilku innych stowarzyszeń naukowych i technicznych. Przez wiele lat był przewodniczącym rady naukowej Ośrodka Badawczo-Rozwojowego Obrabiarek i Urządzeń Specjalnych w Poznaniu.
Ukończył Politechnikę Łódzką w 1970 z wyróżnieniem i nagrodą w konkursie na najlepszego studenta łódzkiego środowiska akademickiego.
Stopień doktora nauk technicznych uzyskał w Instytucie Budowy Maszyn i Automatyzacji Politechniki Wrocławskiej w 1974. Praca doktorska została wyróżniona. Habilitował się w 1978 na Wydziale Mechanicznym Politechniki Wrocławskiej. Osiągnięcia naukowe zawarte w rozprawie habilitacyjnej zostały wyróżnione indywidualną nagrodą Ministra. Tytuł naukowy profesora uzyskał w 1989. W 1991 został mianowany na stanowisko profesora zwyczajnego w Politechnice Koszalińskiej. W latach 1978–1981 był prorektorem ds. kształcenia. Od 1982 przez dwie kadencje, pełnił funkcję dziekana Wydziału Mechanicznego, następnie pełnił funkcję prorektora ds. nauki (1988-1993). W okresie 1993–1999 pełnił funkcję rektora, a następnie w okresie 1999-2005, był ponownie dziekanem Wydziału Mechanicznego, gdzie kieruje Katedrą Mechaniki Precyzyjnej.
Od 1999 był członkiem sekcji w Komitecie Badań Naukowych, a w okresie 2000 – 2002 jej przewodniczącym. Jest ekspertem Narodowego Centrum Badań i Rozwoju w Warszawie, ekspertem Narodowego Centrum Nauki w Krakowie oraz Polskiej Agencji Rozwoju Przedsiębiorczości w Warszawie. Pracował w zespołach programowych Ministerstwa Nauki i Szkolnictwa Wyższego oraz w Komisji ds. Standardów Kształcenia w Konferencji Rektorów Akademickich Szkół Polskich. Jest członkiem międzynarodowych i krajowych towarzystw naukowych, był przewodniczącym i członkiem rad programowych wielu prestiżowych konferencji. Jest członkiem Rady Naukowej czasopisma „Mechanik” oraz czasopisma „Archiwum Technologii Maszyn i Automatyzacji". Od 2003 roku jest prezesem Koszalińskiego Towarzystwa Naukowego oraz członkiem Towarzystwa Przyjaciół Zduńskiej Woli.
Od 2012 jest członkiem Centralnej Komisji do Spraw Stopni i Tytułów.
Prof. W. Kacalak jest autorem i współautorem ponad 350 publikacji naukowych, w tym ponad 90 publikacji zagranicznych w czasopismach i wydawnictwach o światowym zasięgu. Był opiniodawcą lub autorem uzasadnienia wniosku w postępowaniu o nadanie tytułów i godności doktora honoris causa wielu wybitnym uczonym polskim i zagranicznym – profesorom: Jerzemu Wojciechowi Doerfferowi z Politechniki Gdańskiej, Henrykowi Hawrylakowi z Politechniki Wrocławskiej, Janowi Kaczmarkowi z PAN, Janowi Kochowi z Politechniki Wrocławskiej, Krzysztofowi Marchelkowi z Zachodniopomorskiego Uniwersytetu Technologicznego w Szczecinie oraz profesorowi Pierre Joseph Marché z Instytutu Technologicznego w Bourges we Francji.
Podstawy naukowe opracowanych wielu unikatowych rozwiązań i wynikających z nich innowacji, były inspiracją do tworzenia nowych kierunków rozwoju nauki. Jest autorem i współautorem ponad 80 patentów i zgłoszeń patentowych. Większość opatentowanych rozwiązań zostało wykorzystanych w budowie narzędzi, napędów i przekładni oraz zautomatyzowanych urządzeń technologicznych w licznych wdrożeniach przemysłowych. Jest laureatem wyróżnionym Złotym Medalem Targów w Lipsku w dziedzinie zautomatyzowanych urządzeń technologicznych.

## Ważniejsze publikacje
- (2015) Worm Gear Drives With Adjustable Backlash[11]
- (2014) Problemy naukowe i kierunki rozwoju procesów mikroobróbki ściernej[12]
- (2012) New Intelligent Interactive Automated Systems for Design of Machine Elements and Assemblies[13]
- (2011) Metodyka oceny zdolności klasyfikacyjnej parametrów charakteryzujących cechy stereometryczne nierówności powierzchni[14]
- (2006) A new method for handwriting recognition using artificial neural networks[15]
- (2000) Specific Energy Minimization in Processes of Abrasive Machining[16]
- (1995) Artificial neural network opimisation of mobile manipulator trajectories[17]
- (1994) Präzisionsschleifen Langer Schrauben und Spindeln[18]